# 横尾太郎
横尾 太郎（よこお たろう、1970年6月6日 - ）は、日本のゲームクリエイター・漫画原作者。愛知県名古屋市出身。「ヨコオタロウ」というカタカナ名義でも活動している。英語表記にする際は、日本での姓名の順に合わせて表記され、全て大文字で「YOKO TARO」としている。

## 略歴
1994年に神戸芸術工科大学を卒業し、その後株式会社ナムコへ入社。1999年には株式会社ソニー・コンピュータエンタテインメントに所属しデザイナーとして活動していたが、上司とそりが合わず退社。2001年に株式会社キャビアへ籍を移し、『ドラッグオンドラグーン』や『ニーア ゲシュタルト/レプリカント』のディレクションに当たる。
2010年末にキャビアを退社することを表明し、翌年からは無職を自称しながらフリーで活動していたが、2015年4月1日に株式会社ブッコロを立ち上げ代表取締役に就任。2017年に『ニーア ゲシュタルト/レプリカント』の続編となる作品『ニーア オートマタ』をリリースした。
ゲームクリエイターの一方で漫画原作者としても活動しており、2015年に『君死ニタマフ事ナカレ』（作画は森山大輔）でデビューした。

## 人物
『ドラッグオンドラグーン』シリーズ、『NieR』シリーズのディレクターであり、『ニーア オートマタ』ではディレクションと併せてシナリオも担当している。
作品だけでなく、インタビューなどで見せる「ヨコオ節」と評されるユーモアに溢れた言動から、同業のクリエイターからも度々「不思議な人」「変な人」といった評価を受けている。また『NieR』シリーズや『ドラッグオンドラグーン3』で組んだ齊藤陽介や岡部啓一とはインタビューやトークイベントなどで息の合った掛け合いを披露することも多い。本人は人見知りを自称しているが、「オートマタ」でシニアゲームデザイナーを務めた田浦貴久からは「コミュニケーションお化け」と評されている。
「(プレイヤーが作品に触れる際にバイアスが掛かってしまうと思うので)制作者の姿がメディアに出ることはあまり好みではない」と述べており、メディアへの露出がある場合はイラストで顔を隠したり、『NieR』シリーズに登場するキャラクター「エミール（実験兵器7号）」の頭部を模したマスク、通称「エミールヘッド」を被って登場する。「エミールヘッド」は『ニーア オートマタ』でキャラクターモデリングを担当しているプラチナゲームズの松下祥風が制作した。
ゲーム制作に関して「同じことを繰り返しやっても仕方ない」「ゲームからゲーム以上のものを感じてほしい」「シナリオについては製作者の与える答えを鵜呑みにするのではなく、ユーザー自身が想像して答えを見つけて欲しい」といった旨の発言をしており、アクションゲームにシューティングやリズムゲームの要素を混ぜ込む、エンディングを見るためにセーブデータを削除させるなど実験的な試みも行う。また自身が関わった中で最多となったドラッグオンドラグーンシリーズの3作目『ドラッグオンドラグーン3』については、製作の現場が既に整えられていたために過去作から大きく外れることが難しく苦悩した旨を語っている。

### 作風
他のRPGと競合しない土俵で戦おうとして陰鬱なシナリオを描くこととなった『ドラッグオンドラグーン』や、変化するゲーム性を目標とした『ニーア ゲシュタルト/レプリカント』など、主流や安定とされるものを避けて傍流や挑戦を求める傾向があり、これら代表的な作品が持つ独特の世界観や物語性はファンやメディアから「ヨコオワールド」と呼ばれている。
自身でディレクションした両シリーズの世界観は共通しているが、シリーズ間だけでなく同じシリーズ内でも数百年から数千年単位で時間軸を移しているため全体を通じて非常に大きな時代や世界を構想していることがうかがえる。また同じシリーズであっても時代設定が異なるためそれぞれ個別にプレイした場合でもメインのシナリオは理解できるよう設計されている。例えば『ニーア ゲシュタルト/レプリカント』『ニーア オートマタ』『ヨルハ』はそれぞれが直線の時間軸上に並ぶ作品だが全て独立した作品として作られている。

### エピソード
- 『ドラッグオンドラグーン3』の設定資料集によると、複雑な設定の全容を把握しているのはスタッフの中でも横尾本人しかおらず、製作陣は都度直接確認に行っていたという。シリーズの設定は年代から並行世界への分岐、分岐後の未来まで様々であるが、質問されれば即答し、矛盾を指摘されるとしっかり論破していることから、横尾作品のノベライズを多く担当している映島巡は「彼の中ではちゃんとストーリーや設定は繋がっているのだろう」と語っている[16]。
- エミールヘッドは横尾の意向で利便性より完成度にこだわって制作されており[12]、その結果視界と通気性が悪く、声がこもって聞き取りにくい・ピンマイクが接触不良を起こす・ノイズが入るといった不具合を起こしてしまっていた。このため後のイベントでは開幕から、または最初の挨拶を終えた段階で代理としてエミールヘッドだけを壇上に置き、自身は裏に回って音声のみで応答するという形に変えていった[17][18]。
  - 2017年10月にシンガポールで開催されたイベントでは「ヨコオボックス」と呼ばれる半透明のブースが用意され、マスクを外したあとはそこに入って質疑応答をした[19]。
  - 後にマスクは破損が進んで使用が困難となり、2018年3月に持ち運びに便利なように分割形式となった2代目エミールヘッドが新調された[20]。
- シューティングゲームが好きで、自身でも作りたいということを度々発言している[11][21]。しかしなかなか機会が巡ってこなかったため、「ディテクション中の作品にシューティングゲームの要素を落とし込めないだろうか」と考えた結果に実装されたのが『ニーア ゲシュタルト/レプリカント』の「イクラ弾幕」だったと語っている[11][22]。
- 「印象に残っているゲーム作品」として『ICO』と『斑鳩』を挙げており[13][23]、後者については『ニーア オートマタ』においてリスペクトした部分があることを明かしている[24]。

## 作品
末尾に◆が付いているものは「横尾太郎」名義。それ以外は「ヨコオタロウ」名義。

### ゲーム
| 年   | タイトル                                   | 機種                                                    | 開発元                 | 担当                                   |
| ---- | ------------------------------------------ | ------------------------------------------------------- | ---------------------- | -------------------------------------- |
| 2003 | ドラッグオンドラグーン                     | PlayStation 2                                           | キャビア               | ディレクター◆                          |
| 2005 | ドラッグオンドラグーン2 封印の紅、背徳の黒 | PlayStation 2                                           | キャビア               | 映像編集◆                              |
| 2010 | ニーア ゲシュタルト/レプリカント           | PlayStation 3 Xbox 360                                  | キャビア               | ディレクター◆                          |
| 2012 | DEMONS' SCORE                              | iOS Android                                             | イニス                 | 手伝いプランナー                       |
| 2013 | ドラッグオンドラグーン3                    | PlayStation 3                                           | アクセスゲームズ       | ディレクター                           |
| 2017 | ニーア オートマタ                          | PlayStation 4 Microsoft Windows (Steam) Xbox One        | プラチナゲームズ       | ディレクター、シナリオ                 |
| 2017 | シノアリス                                 | iOS Android                                             | ポケラボ               | 原作・クリエイティブディレクター       |
| 2019 | ファイナルファンタジーXIV 漆黒のヴィランズ | PlayStation 4 Microsoft Windows                         | スクウェア・エニックス | "YoRHa: Dark Apocalypse"シナリオ、監修 |
| 2021 | ニーア リィンカーネーション                | iOS Android                                             | Applibot               | クリエイティブディレクター             |
| 2021 | ニーア レプリカント ver.1.22474487139...   | PlayStation 4 Microsoft Windows (Steam) Xbox One        | トイロジック           | クリエイティブディレクター             |
| 2021 | Voice of Cards ドラゴンの島                | PlayStation 4 Microsoft Windows (Steam) Nintendo Switch | エイリム               | クリエイティブディレクター             |
| 2022 | Voice of Cards できそこないの巫女          | PlayStation 4 Microsoft Windows (Steam) Nintendo Switch | エイリム               | クリエイティブディレクター             |
| 2022 | Voice of Cards 囚われの魔物                | PlayStation 4 Microsoft Windows (Steam) Nintendo Switch | エイリム               | クリエイティブディレクター             |
| 2023 | 404 GAME RE:SET ‐エラーゲームリセット‐     | iOS Android                                             | セガ                   | クリエイティブディレクター             |

### 漫画
- ドラッグオンドラグーン 死ニ至ル赤（2013年 - 2014年）全3巻 - 監修（作画 - ZET / 脚本 - 映島巡）
  - どらっぐ おん どらぐーん ウタヒメファイブ（2013年 - 2015年）全3巻 -監修（作画 - IsI / 脚本 - 映島巡）
- 君死ニタマフ事ナカレ（2015年 - 2020年）全10巻 - 原作（作画 - 森山大輔）
- 吉野家兄弟（2019年 - 連載中） - 原作（作画 - 秋鹿ユギリ）

### 小説
- ドラッグオンドラグーン Magnitude“Negative”（2004年） - 監修（著者 - 愛沢匡）
  - ドラッグオンドラグーン ノベルプレリュード（2014年、DRAG-ON DRAGOON 10周年記念BOXに付属） - 原案・監修（著者 - 映島巡 / 監修 - 名取佐和子）
  - ドラッグオンドラグーン3 ストーリーサイド（2014年） -  監修（著者 - 映島巡）
- ゲシュタルト計画回想録（2017年、ニーア オートマタ Black Box Editionに付属） -  原案・監修（著者 - 映島巡）
- 小説NieR: Automata  長イ話（2017年） - 監修（著者 - 映島巡）
  - 小説NieR: Automata  短イ話（2017年） - 監修（著者 - 映島巡）
  - 小説NieR: Automata  少年ヨルハ（2018年） - 監修（著者 - 映島巡）

### 舞台
- ヨルハ Ver.1.0（2014年） - 原作
  - ヨルハ Ver.1.1（2015年） - 原作
  - 音楽劇 ヨルハ Ver1.2（2018年） - 原作
  - 舞台 少年ヨルハ Ver1.0（2018年） - 原作・脚本
  - ヨルハ Ver1.3a（2019年） - 原作・脚本
  - ヨルハ Ver1.3aa（2020年3月無観客公演配信） - 原作・脚本
  - 舞台少女ヨルハ Ver1.1a（2020年12月） - 原作・脚本
- 君死ニタマフ事ナカレ 零（2016年） - 原作
  - 君死ニタマフ事ナカレ 零 改（2018年） - 原作
- 爆剣 ～幕府御前試合～ (2021年3月24日-31日) - 原作・脚本[25]
  - 爆剣 ～東京転生死合～ (2022年2月23日-24日) - 原作・脚本[26]
  - 爆剣 ～東京転生死合・再戦～ (2023年3月1日-5日) - 原作・脚本[27]
  - 爆劔 〜源平最終決戦〜 (2023年9月14日-19日) - 原作・脚本[28]

### 映像・コンサート
- NieR Music Concert ＆ Talk Live 滅ビノシロ 再生ノクロ（2016年） - パンフレットシナリオ
  - 人形達ノ記憶 NieR Music Concert（2017年） - 朗読劇シナリオ
  - NieR Orchestra Concert 12018（2018年） - 朗読劇シナリオ
  - NieR:Theatrical Orchestra 12020（2020年無観客公演配信） - 朗読劇シナリオ

### ミュージック・ビデオ
- Amazarashi『アンチノミー』 (2023年） - シナリオライタ
- GEMS COMPANY『灰ト祈リ』（2024年） - 監修

### テレビアニメ
- NieR:Automata Ver1.1a（2023年） - シリーズ構成
- カミエラビ（2023年） - 原案[29]

### 楽曲
- GEMS COMPANY『灰ト祈リ』（2024年） - 作詞